# Heteroecus pacificus
Heteroecus pacificus är en stekelart som först beskrevs av William Harris Ashmead 1896.  Heteroecus pacificus ingår i släktet Heteroecus och familjen gallsteklar. Inga underarter finns listade i Catalogue of Life.